# Cailhau
Cailhau – miejscowość i gmina we Francji, w regionie Oksytania, w departamencie Aude.
Według danych na rok 1990 gminę zamieszkiwało 219 osób, a gęstość zaludnienia wynosiła 22 osoby/km² (wśród 1545 gmin Langwedocji-Roussillon Cailhau plasuje się na 693. miejscu pod względem liczby ludności, natomiast pod względem powierzchni na miejscu 759.).